# Július Nemčík
Július Nemčík, noto anche come Julo Nemčík, (Lipníky, 12 novembre 1909 – Bratislava, 7 gennaio 1986), è stato un pittore slovacco.

## Biografia
Come esperto mobiliere inizialmente si dedicò alla pittura per diletto. Ricevette i rudimenti dell'arte da Ernest Rákosi e da Mikuláš Jordán a Prešov. Proseguì i suoi studi all'Accademia di Belle Arti di Praga sotto la guida del professor Josef Loukota dal 1936 al 1942. Nel periodo fra il 1942 e il 1945 visse alternativamente a Prešov e a Praga. Nel 1945 si stabilì a Košice, dove sviluppò una vivace attività organizzativa. Fu uno dei promotori dell'associazione Svojina. Nel 1948 si recò a Parigi per studiare arte. Dopo la guerra, conobbe la pittrice Edita Spannerová, sua successiva compagna. Nel 1954 si trasferì definitivamente a Bratislava. 
Nel 1942 espose nella pinacoteca di Prešov, in cui tornò nel 1960 con una mostra insieme a Edita Spannerová. Nel 1946 espose insieme a Miloš Alexander Bazovský a Ružomberok. Come artista, rappresentante della "generazione 1909", colpita dagli eventi della Seconda guerra mondiale e dell'Insurrezione nazionale slovacca, lo stesso Nemčík dedicò una serie di dipinti al capitano Ján Nálepka. Nonostante possedesse una formazione principalmente nella pittura di figura, si dedicò anche alla pittura di paesaggio. Nel suo lavoro risente dell'influenza del linguaggio di Cyprián Majerník, che in un certo senso era un modello.

## Riconoscimenti
Nel 1959 lo Stato gli conferì il titolo di artista meritevole, nel 1970 ricevette il premio di Stato e nel 1973 ottenne il titolo di artista nazionale. Nell'estate del 2009, la città di Prešov ha onorato l'artista intitolandogli una via.